# Philippe Christory
Philippe Maurice Marie Joseph Christory (Tourcoing, 28 febbraio 1958) è un vescovo cattolico francese, dal 2 febbraio 2018 vescovo di Chartres.

## Biografia
È nato a Tourcoing, nella regione del Nord-Passo di Calais, nel 1958, da una famiglia cattolica praticante. A 16 anni si è allontanato dalla fede, riavvicinandovisi nel 1984, dopo essere entrato in contatto a Parigi con un gruppo di preghiera della Comunità dell'Emmanuele.

### Formazione e ministero sacerdotale
Laureatosi in ingegneria a Lilla nel 1980, ha svolto il servizio militare come ufficiale meccanico nella Marina francese. Ha poi compiuto viaggi attraverso l'Asia per cinque mesi, poi ha lavorato come ingegnere in Sudan e in Francia. È entrato nel Pontificio seminario francese a Roma e ha seguito i corsi della Pontificia Università Gregoriana e del Pontificio istituto Marianum. Ha conseguito quindi la licenza canonica in teologia con specializzazione in mariologia.
Divenuto membro della Comunità dell'Emmanuele, è stato ordinato sacerdote il 27 giugno 1992 per l'arcidiocesi di Parigi dal cardinale Jean-Marie Lustiger, iniziando il proprio ministero come vicario della parrocchia di Sainte-Trinité e cappellano giovanile della parrocchia e del liceo Condorcet.
Nel 1998 è divenuto parroco della parrocchia di Saint-Nicolas-des-Champs, incarico che ha mantenuto fino al 2004. Nel frattempo, dal 2001 al 2003, è stato anche direttore spirituale del seminario di Parigi e responsabile della casa Saint-Martin-de-Tours che accoglie i seminaristi parigini della Comunità dell'Emmanuele.
Dal 2004 al 2007 è stato trasferito nella diocesi di Fréjus-Tolone ed è stato nominato parroco in solidum di Sainte-Maxime e Cogolin. È poi tornato a Parigi dove è stato parroco di Saint-Laurent fino al 2014, poi di Sainte-Trinité fino alla sua nomina episcopale.
Dal 2002 al 2011 è stato membro del consiglio internazionale della Comunità dell'Emmanuele.

### Ministero episcopale
Il 2 febbraio 2018 papa Francesco lo ha nominato vescovo di Chartres. Ha ricevuto l'ordinazione episcopale il 15 aprile 2018 nella cattedrale di Chartres dalle mani dell'arcivescovo Bernard-Nicolas Aubertin, arcivescovo metropolita di Tours, co-consacranti i vescovi Michel Pansard, vescovo di Évry-Corbeil-Essonnes e suo predecessore a Chartres, e Jacques Benoit-Gonnin, vescovo di Beauvais e anch'egli membro della Comunità dell'Emmanuele. È entrato nella sua nuova diocesi a piedi, partendo dalla sua parrocchia parigina.
Durante il suo episcopato si mostra favorevole all'idea di una riorganizzazione della spianata della cattedrale, partecipando alla consultazione indetta dal municipio di Chartres. Seguendo l'enciclica Laudato si', ha espresso l'intenzione di attuare l'ecologia integrale nella sua diocesi, nominando un gruppo diocesano dedicato al tema.
Opponendosi al progetto di revisione delle leggi sulla bioetica ha sostenuto il collettivo Marchons enfants! durante la manifestazione di Chartres del 10 ottobre 2020.

## Genealogia episcopale
La genealogia episcopale è:
- Cardinale Guillaume d'Estouteville, O.S.B.Clun.
- Papa Sisto IV
- Papa Giulio II
- Cardinale Raffaele Sansoni Riario Della Rovere
- Papa Leone X
- Papa Paolo III
- Cardinale Francesco Pisani
- Cardinale Alfonso Gesualdo
- Papa Clemente VIII
- Cardinale Pietro Aldobrandini
- Cardinale Laudivio Zacchia
- Cardinale Antonio Barberini, O.F.M.Cap.
- Cardinale Nicolò Guidi di Bagno
- Arcivescovo François de Harlay de Champvallon
- Cardinale Louis-Antoine de Noailles
- Vescovo Jean-François Salgues de Valderies de Lescure
- Arcivescovo Louis-Jacques Chapt de Rastignac
- Arcivescovo Christophe de Beaumont
- Cardinale César-Guillaume de La Luzerne
- Arcivescovo Gabriel Cortois de Pressigny
- Arcivescovo Hyacinthe-Louis de Quélen
- Vescovo Louis-Charles Féron
- Vescovo Pierre-Alfred Grimardias
- Cardinale Guillaume-Marie-Romain Sourrieu
- Cardinale Léon-Adolphe Amette
- Arcivescovo Benjamin-Octave Roland-Gosselin
- Cardinale Paul-Marie-André Richaud
- Cardinale Paul Joseph Marie Gouyon
- Arcivescovo Pierre Marie Léon Augustin Plateau
- Arcivescovo Bernard-Nicolas Jean-Marie Aubertin, O.Cist.
- Vescovo Philippe Maurice Marie Joseph Christory, Comm. l'Emm